# Grattepanche
Grattepanche ist eine nordfranzösische Gemeinde mit 320 Einwohnern (Stand 1. Januar 2022) im Département Somme in der Region Hauts-de-France. Die Gemeinde liegt im Arrondissement Amiens, ist Mitglied des Gemeindeverbands Amiens Métropole und gehört zum Kanton Ailly-sur-Noye. Die Bewohner werden Grattepanchois und Grattepanchoises genannt.

## Geographie
Die von zwei Trockentälern durchzogene Gemeinde liegt auf der Hochfläche zwischen den Flüssen Noye und Selle rund 12 Kilometer südlich der Départementshauptstadt Amiens.
Umgeben wird Grattepanche von den sechs Nachbargemeinden:
| Rumigny  | Sains-en-Amiénois                           | Cottenchy        |
|          | Kompassrose, die auf Nachbargemeinden zeigt | Estrées-sur-Noye |
| Oresmaux |                                             | Jumel            |

## Toponymie und Geschichte
Der Name der Gemeinde wird auf die lateinische Bezeichnung „Gratiani pagus“ zurückgeführt.
| 1962 | 1968 | 1975 | 1982 | 1990 | 1999 | 2006 | 2013 | 2020 |
| ---- | ---- | ---- | ---- | ---- | ---- | ---- | ---- | ---- |
| 153  | 120  | 148  | 179  | 243  | 269  | 288  | 288  | 323  |

## Verwaltung
Bürgermeister (maire) ist seit 2020 Bruno Bardet.

## Sehenswürdigkeiten
- Pfarrkirche Saint-Cyr-et-Sainte-Julitte
- Gefallenendenkmal

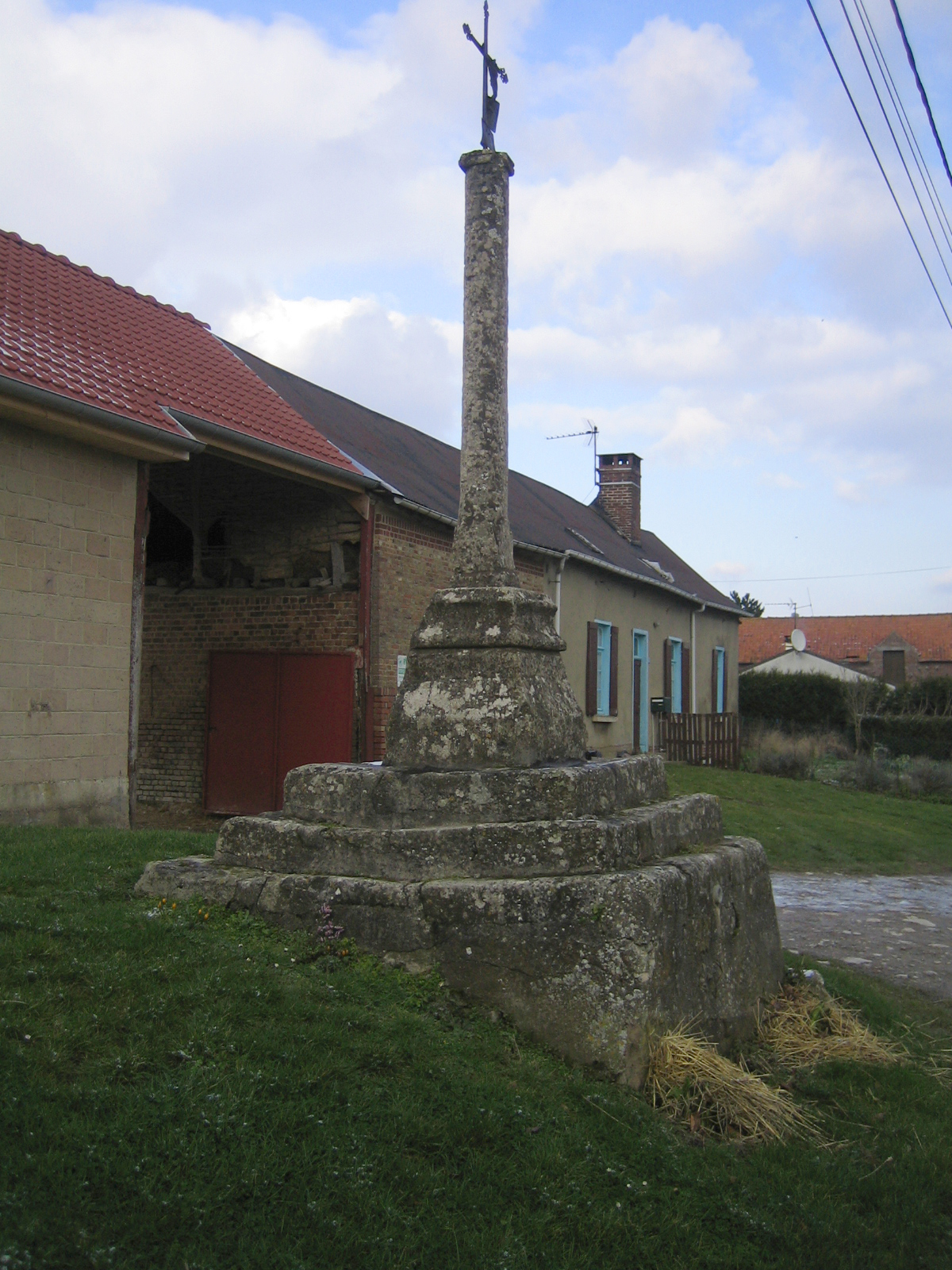
Kalvarienberg
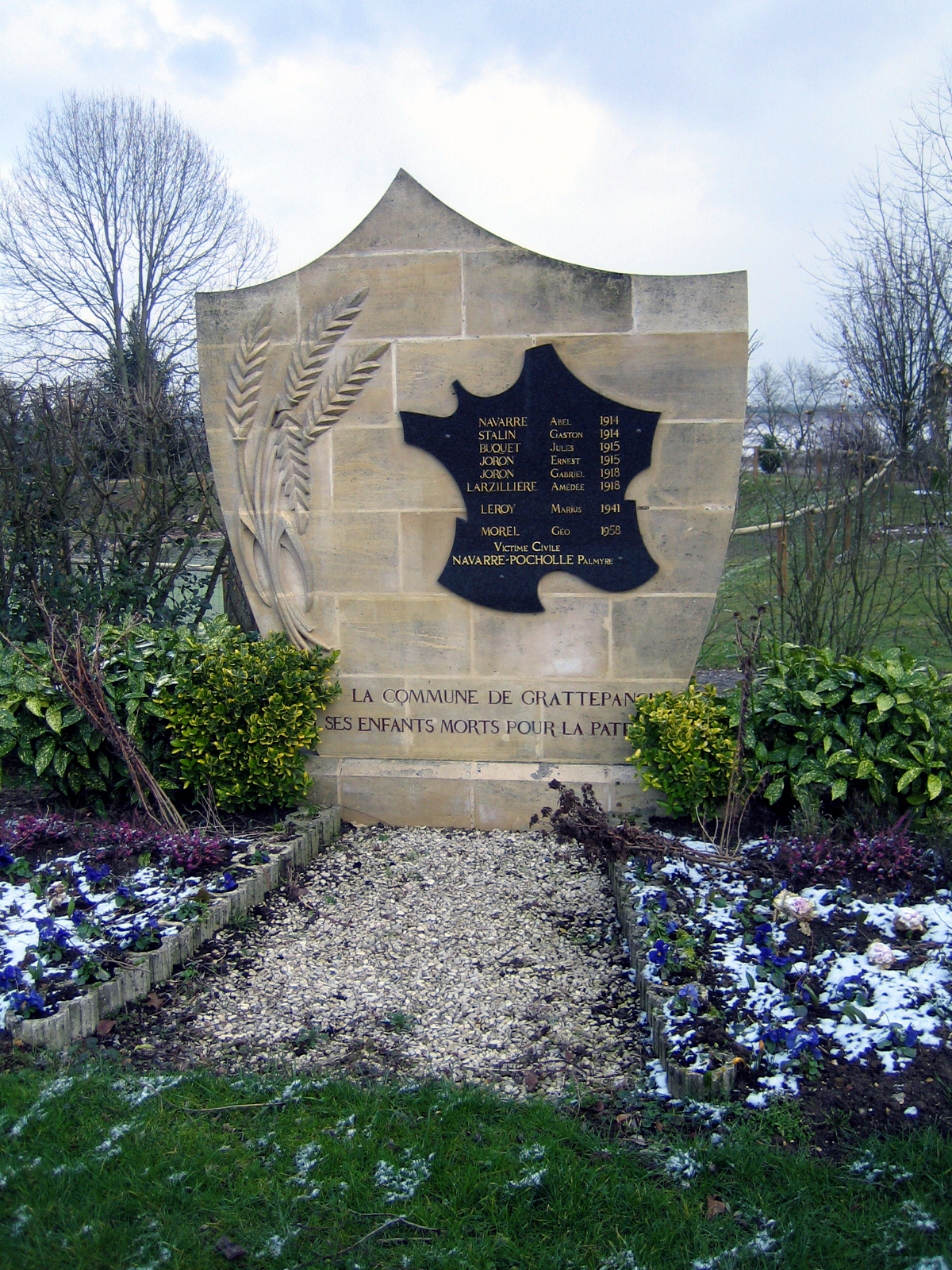
Gefallenendenkmal

- Kalvarienberg
- Gefallenendenkmal